# Cultura novotitorovka
La cultura novotitorovka, 3300-2700 a. C., fue una cultura arqueológica del Cáucaso norte, inmediatamente al norte y solapanado regiones de la cultura de Maikop, frente al mar de Azov, desde el estrecho de Kerch al este y casi hasta el mar Caspio al oeste, prácticamente la misma región que el moderno krai de Krasnodar, en Rusia. Le da nombre el lugar del yacimiento, Novotítarovskaya.
Se distingue por sus enterramientos, particularmente por la presencia de carros en ellos y su propia alfarería distintiva, así como una colección de objetos de metal más rica que la encontrada en culturas colindantes, considerando su relación con la cultura de Maikop.
Se suele agrupar con la más grande cultura yamna, teniendo en común con esta una economía basada en el pastoreo seminómada combinada con algo de agricultura.